# Panteons i tombes de sobirans a Amèrica
La llista de panteons i tombes de sobirans d'Amèrica inclou els llocs d'enterrament de sobirans, tot indicant on són les tombes de monarques, titulars i consorts, de territoris sobirans del continent americà. S'hi inclouen reis i emperadors, titulars o consorts, i qualsevol altre monarca d'un territori independent o sobirà durant el temps de regnat d'aquestes persones.
| Jurisdicció      | Municipi                       | Lloc | Monarca | Títols                                                                       | Notes | Sepulcre | Imatge exterior                                                |  |
| ---------------- | ------------------------------ | --- | --- | ---------------------------------------------------------------------------- | --- | --- | -------------------------------------------------------------- |  |
| Amèrica Central  |                                | | |                                                                              | | |                                                                |  |
| Guatemala        |                                | | |                                                                              | | |                                                                |  |
| Petén            | Parc Nacional Laguna del Tigre | Jaciment arqueològic El Perú-Wak´a | Kalomt'e K'abel | Reina de Wak'a (ca. 650)                                                     | | |                                                                |  |
| Haití            |                                | | |                                                                              | | |                                                                |  |
|                  | Milot                          | Ciutadella Laferrière | Henri Christophe o Enric I | Rei d'Haití (estat del Nord) (1811-1820)                                     | | | Citadelle Laferrière                                           |  |
|                  | Port-au-Prince                 | Pont-Rouge, prop del Palau Nacional | Jaume I d'Haití (Jean-Jacques Dessalines) | Emperador d'Haití (1804-1806)                                                | Fins al 1936 fou sebollit al Cementiri interior, en un mausoleu erigit el 1892. Pont-Rouge fou el lloc on morí Dessalines | | Pont-Rouge, prop del Palau Nacional                            |  |
|                  |                                | Fort Soulouque | Faustí I d'Haití (Faustin Soulouque) i la seva esposa Adélina Lévêque | Emperador d'Haití (1849-1859)                                                | | |                                                                |  |
|                  | Saint-Marc                     | | Marie-Claire Heureuse Félicité | Emperadriu consort d'Haití (1804-1806), esposa de Jean-Jacques Dessalines    | | |                                                                |  |
| Jamaica          |                                | | |                                                                              | | |                                                                |  |
|                  | Bluefields                     | Blakesly Hill Cemetery | Jonathan I | Cap hereditari de la nació Miskito (1889-1890)                               | | |                                                                |  |
|                  | Kingston                       | General Hospital | Robert II | Cap hereditari de la nació Miskito (1890-1908)                               | | |                                                                |  |
| Amèrica del Nord |                                | | |                                                                              | | |                                                                |  |
| Estats Units     |                                | | |                                                                              | | |                                                                |  |
| Hawaii           | Honolulu                       | Mauna ‘Ala (Mausoleu Reial) | Panteó de les dinasties reials dels Kamehameha i els Kalākaua |                                                                              | | | Mauna ‘Ala (Mausoleu Reial)                                    |  |
|                  |                                | Mauna ‘Ala (Mausoleu Reial). Tomba dels Kamehameha | Kamehameha II, Liholiho i les seves esposes Victoria Kamāmalu i Kīnaʻu, Kaʻahumanu II, Kamehameha III, Kauikeaouli i la seva esposa Kalama, Kamehameha IV, Alexander Liholiho i la seva esposa Emma, Kaleleonalani Rooke, Kamehameha V, Lot Kapuāiwa. En un cofre, restes de Liloa i Lonoikamakahiki. Dos cofres amb restes de 23 reis i cabdills: Keohokuma, Okua, Umioopa, Keaweluaole, Keaweakapeleaumoku, Kuaialii, Kaaloa, Lonoakolii, Kaleioku, Kalaimamahu, i Kaoleioku; Keawe, Kumukoa, Lonoikahaupu, Huikihe, Kekoamano, Keaweakanuha, Niula, Kowaiululani, Lonoamoana, Lonohonuakini, Ahaula, Okanaloaikaiwilewa (probablement Keaweʻīkekahialiʻiokamoku, Lonoikahaupu, Kalaniʻōpuʻu, Kaʻōleiokū i Kalaʻimamahu) | Reis de Hawaii: 1797-1872                                                    | | Kamehameha II Liholiho i les seves esposes Victoria Kamāmalu i Kīnaʻu Kaʻahumanu II Kamehameha III Kauikeaouli i la seva esposa Kalama Kamehameha IV Alexander Liholiho i la seva esposa Emma Kaleleonalani Rooke Kamehameha V Lot Kapuāiwa En un cofre, restes de Liloa i Lonoikamakahiki Dos cofres amb restes de 23 reis i cabdills: Keohokuma, Okua, Umioopa, Keaweluaole, Keaweakapeleaumoku, Kuaialii, Kaaloa, Lonoakolii, Kaleioku, Kalaimamahu, i Kaoleioku; Keawe, Kumukoa, Lonoikahaupu, Huikihe, Kekoamano, Keaweakanuha, Niula, Kowaiululani, Lonoamoana, Lonohonuakini, Ahaula, Okanaloaikaiwilewa (probablement Keaweʻīkekahialiʻiokamoku, Lonoikahaupu, Kalaniʻōpuʻu, Kaʻōleiokū i Kalaʻimamahu). |                                                                |  |
|                  |                                | Mauna ‘Ala (Mausoleu Reial). Cripta de Kalākaua | Kalākaua i la seva esposa Kapiʻolani, Liliʻuokalani i el seu espòs el príncep consort John Owen Domines. Cofre amb restes de cabdills antics, entre ells Naihe o Keawe-a-Heulu i Keliʻimaikaʻ | Reis de Hawaii: 1874-1893                                                    | | Liliʻuokalani i el seu espòs el príncep consort John Owen Dominis Cofre amb restes de cabdills antics, entre ells Naihe o Keawe-a-Heulu i Keliʻimaikaʻ. |                                                                |  |
|                  |                                | Mauna ‘Ala (Mausoleu Reial). En lloc desconegut del recinte | Alapai o Alapainui, Jane Lahilahi, Maikui, Kepookawelo, Nueu | Reis i consorts de Hawaii                                                    | | |                                                                |  |
|                  |                                | Església de Kawaiahaʻo. Cementiri | Lunalilo de Hawaii | Rei de Hawaii (1873-1874)                                                    | | Lunalilo de Hawaii | Kawaiahaʻo Church. Cementiri                                   |  |
| Illinois         | Libertyville                   | Església ortodoxa sèrbia de Sant Sabas | Pere II de Iugoslàvia, Karadjordjevic | Rei de Iugoslàvia (1934-1945)                                                | Restes traslladades el gener de 2013 a Belgrad; el rei hi va morir a l'exili el 1970 | Pere II de Iugoslàvia Karadjordjevic | Església Ortodoxa Sèrbia de Sant Sabas                         |  |
| Maryland         | Baltimore                      | Cementiri Greenmount | Elizabeth Patterson Bonaparte | Primera esposa (1803-1815) de Jeroni Bonaparte, rei de Westfàlia (1807-1813) | | | Greenmount Cemetery                                            |  |
| Pennsilvània     | Filadèlfia                     | Kalākaua i la seva esposa Kapiʻolani, Liliʻuokalani i el seu espòs el príncep consort John Owen Domines. Cofre amb restes de cabdills antics, entre ells Naihe o Keawe-a-Heulu i Keliʻimaikaʻ | Ana María Huarte | Emperadriu consort de Mèxic (1822-1823), esposa d'Agustí I de Mèxic Iturbide | Al jardí de l'església | Tomba |                                                                |  |
| Virgínia         | Comtat d'Arlington             | Cementiri Nacional d'Arlington | Faustin Edmond Wirkus o Faustí II de La Gonâve | Rei de La Gonâve (Haití) (1925-1929)                                         | Comandant de l'estació de l'illa, la població el proclamà rei, càrrec que ocupà fins que marxà de l'illa | | Arlington National Cemetery                                    |  |
| Mèxic            |                                | | |                                                                              | | |                                                                |  |
|                  | Ciutat de Mèxic                | Catedral Metropolitana | Agustí I de Mèxic (1822-1823) | Emperador de Mèxic                                                           | | Agustí I de Mèxic (1822-1823) | Catedral Metropolitana                                         |  |
|                  |                                | Monòlit de Tlaltecuhtli (Las Ajaracas, Museo del Templo Mayor) | Ahuízotl | Tlatoani (1486-1502)                                                         | Restes trobades el 2007, sota el monòlit, que podrien marcar la cambra funerària del tlatoani, vora el Temple Major. Es conserva al Museu del Temple Major                                                                                                | Ahuízotl | Monòlit de Tlaltecuhtli (Las Ajaracas, Museo del Templo Mayor) |  |
|                  |                                | Temple Major | Moquihuix | Tlatoani de Tlatelolco (1460-1473)                                           | Una urna que probablement en contenia les cendres es trobà al Temple, vora la Pedra de Coyolxauhqui | |                                                                |  |
| Campeche         | Calakmul                       | Estructura II. Tomba 4 | Yuknoom Yich'aak K'ahk' o Garra de Jaguar | Ajaw (rei) (686-698) de Kaan                                                 | | | Estructura II. Tomba 4                                         |  |
| Chiapas          | Zona arqueològica de Palenque  | Temple de les Inscripcions | K'inich Janaab' Pakal Pacal II el Gran | Ahau (rei) de Palenque (615-683)                                             | Aixovar i objectes portats al Museu Nacional d'Antropologia de Ciutat de Mèxic | K'inich Janaab' Pakal Pacal II el Gran · Vestit funerari del rei Pacal | Temple de les Inscripcions                                     |  |
|                  |                                | Temple XIII | Reina Roja, potser Tz'akbu Ajaw (Ahpo-Hel) | Reina consort, esposa de l'ahau Pacal II el Gran de Palenque (615-683)       | La teoria més acceptada és que es tracta de l'esposa de Pacal el Gran | Reina Roja, potser Tz'akbu Ajaw (Ahpo-Hel) · Màscara funerària de la Reina Roja | Temple XIII                                                    |  |
| Guerrero         | Ixcateopan de Cuauhtémoc       | Museu de Santa María de la Asunción | Cuauhtémoc | Últim tlatoani de Mèxic (1520-1525)                                          | Restes trobades el 1949 a l'església de Santa María de la Asunción | Cuauhtémoc | .                                                              |  |
| Amèrica del Sud  |                                | | |                                                                              | | |                                                                |  |
| Argentina        |                                | | |                                                                              | | |                                                                |  |
|                  | Buenos Aires                   | Cementiri de La Recoleta | Tomislau II de Croàcia (Aimó de Savoia-Aosta) | Rei de Croàcia (1941-1943)                                                   | Al panteó de la família Cobo Campello fins al 1973; avui, a Superga (Torí) | | Cementiri de La Recoleta                                       |  |
| Brasil           |                                | | |                                                                              | | |                                                                |  |
| Rio de Janeiro   | Petròpolis                     | Catedral de São Pedro de Alcântara. Mausoleu Imperial | Pere II de Brasil i la seva esposa Teresa Cristina Maria de Borbó | Emperador del Brasil (1831-1889)                                             | | Pere II de Brasil i la seva esposa Teresa Cristina Maria de Borbó | Catedral de São Pedro de Alcântara. Mausoleo Imperial          |  |
| São Paulo        | São Paulo                      | Capella Imperial de São Paulo-Ipiranga | Pere I del Brasil i IV de Portugal l'Alliberador i les seves esposes Maria Leopoldina d'Àustria i Amàlia de Leuchtenberg | Emperador del Brasil (1822-1831) i rei de Portugal (1826)                    | Capella construïda el 1952 a l'interior del monument | Maria Leopoldina d'Àustria i Amàlia de Leuchtenberg · Tomba de Maria Leopoldina | Capella Imperial de São Paulo-Ipiranga                         |  |
| Perú             |                                | | |                                                                              | | |                                                                |  |
| Cusco            | Cusco                          | San Cristóbal (Palau de Colcampata) | Paullu Inca | Inca (1537-1549), proclamat pels espanyols                                   | Tomba trobada el 2007 | |                                                                |  |
| Lambayeque       | Sipán                          | Museu de les Tombes Reials de Sipán | Senyor de Sipán i Vell Senyor de Sipán | Cabdill mochica (ca. 250)                                                    | Tombes trobades el 1987; museu construït el 2002 | Senyor de Sipán i Vell Senyor de Sipán | Museo Tumbas Reales de Sipán                                   |  |
| Lima             | Lima                           | Hospital de San Andrés | Sinchi Roca, Lloque Yupanqui, Mayta Cápac, Cápac Yupanqui, Inca Roca, Yahuar Huacac, Huiracocha, Pachacútec, Túpac Yupanqui, Huayna Cápac | Sapa Inca (emperadors): 1230-1527                                            | Originàriament, eren sebollits a Toqocachi (actual barri de San Blas de Cuzco); cap al 1563, les mòmies foren portades a un recinte de l'hospital de Lima, on encara es conservaven un segle després. Avui són perdudes, potser enterrades sota l'edifici | |                                                                |  |